# Liste des évêques de Port Harcourt
Liste des évêques de Port Harcourt
(Dioecesis Portus Harcurtensis)
L'évêché nigérian de Port Harcourt est créé le 16 mai 1961, par détachement de celui d'Owerri.

## Sont évêques
- 16 mai 1961-7 mars 1970 : Godfrey Okoye
- 7 mars 1970-31 août 1991 : siège vacant
  - 20 novembre 1975-31 août 1991 : Edmund Fitzgibbon (Edmund Joseph Fitzgibbon), administrateur apostolique
- 31 août 1991-4 mai 2009 : Alexius Makozi (Alexius Obabu Makozi)
- 4 mai 2009-9 avril 2025 : Camillus Etokudoh (Camillus Archibong Etokudoh)
  - depuis le 9 avril 2025 : Patrick Eluke, administrateur apostolique

## Sources
- L'ANNUAIRE PONTIFICAL, sur le site http://www.catholic-hierarchy.org, à la page